# Schweizerische Gesellschaft Bildender Künstlerinnen
Die Schweizerische Gesellschaft Bildender Künstlerinnen (SGBK bzw. französisch Société Suisse des Femmes Artistes en Arts Visuels – SSFA; italienisch Società svizzera delle artiste d'arti plastiche e figurative – SSAA) ist eine schweizerische Berufsorganisation für professionelle bildende Künstlerinnen. Sie wurde 1902 gegründet und ist in drei Sektionen gegliedert: Basel, Bern / Romandie und Zürich. Sitz der Gesellschaft mit aktuell rund 200 Mitgliedern ist Basel. Sämtliche rund 1500 Künstlerinnen, die seit der Gründung Mitglied waren, sind im Schweizerischen Institut für Kunstwissenschaft (SIK) dokumentiert.

## Geschichte

Ausstellungsplakat der Gesellschaft von Eugénie Hainard-Béchard, 1923

Die Organisation wurde 1902 in Lausanne von Westschweizer Künstlerinnen als Société Romande des Femmes Peintres et Sculpteurs gegründet, da Frauen erst 1972 Zugang zur Gesellschaft Schweizerischer Maler, Bildhauer und Architekten (GSMBA; jetzt Gesellschaft Schweizerischer Maler und Bildhauer – GSMB) erhielten. Gründungspräsidentin war bis 1908 Berthe Lassieur, erste Vizepräsidentin war Nora Perret-Gross.
1903 erfolgte der Anschluss der Sektionen Genf und Neuchâtel, und 1909 kamen die Sektionen Bern, Basel und Zürich hinzu. Aufgrund der hinzugewonnenen Unterverbände erfolgte 1909 auch die Umbenennung in Gesellschaft Schweizerischer Malerinnen und Bildhauerinnen (GSMB). 1928 erfolgte die zweite Umbenennung in Gesellschaft Schweizer Malerinnen, Bildhauerinnen und Kunstgewerblerinnen (GSMBK).
Die GSMBK schloss sich der Krankenkasse für schweizerische bildende Künstler und dem Unterstützungsfonds für schweizerische bildende Künstler an und bekam 1985 erstmals Bundessubventionen, woraufhin das Zentralsekretariat mit einer Sekretärin eingerichtet wurde.
Nach ihrem Tod vermachte die in der Sektion Bern heimische Künstlerin Trudy Schlatter (1912–1980) der GSMBK ihre Eigentumswohnung in Montreux. Durch den Verkaufserlös wurde 1987 der «Gertrud-Schlatter-Fonds» für bedürftige Mitglieder gegründet.
Ab 1993 hieß die Vereinigung Gesellschaft Schweizerischer bildender Künstlerinnen (GSBK). Eine Fusion mit der GSMBA wurde 2000 von den Aktivmitgliedern der GSMBK abgelehnt. Den jetzigen Namen trägt die Organisation seit 2003.
2012 wurde die Gesellschaft mit dem Chancengleichheitspreis beider Basel ausgezeichnet.
| Bezeichnungen | Bezeichnungen                                                                     | Bezeichnungen                                                           | Bezeichnungen                                                       |
| Zeitraum      | deutsch                                                                           | französisch                                                             | italienisch                                                         |
| ------------- | --------------------------------------------------------------------------------- | ----------------------------------------------------------------------- | ------------------------------------------------------------------- |
| 1902–1909     | –                                                                                 | Société Romande des Femmes Peintres et Sculpteurs                       | –                                                                   |
| 1909–1928     | Gesellschaft Schweizerischer Malerinnen und Bildhauerinnen (GSMB)                 | Société Suisse des Femmes Peintres et Sculpteurs (SSFPS)                |                                                                     |
| 1928–2003     | Gesellschaft Schweizer Malerinnen, Bildhauerinnen und Kunstgewerblerinnen (GSMBK) | Société Suisse des Femmes Peintres, Sculpteurs et Decoratrices (SSFPSD) |                                                                     |
| seit 2003     | Schweizerische Gesellschaft Bildender Künstlerinnen (SGBK)                        | Société Suisse des Femmes Artistes en Arts Visuels (SSFA)               | Società svizzera delle artiste d'arti plastiche e figurative (SSAA) |

## Preise
Die Gesellschaft lobt jährlich den Preis der Fontana-Gränacher Stiftung an eine Künstlerin der SGBK oder des Partnerverbandes visarte sowie alle drei Jahre den Preis der Esther Matossi-Stiftung aus.

## Mitglieder (Auswahl)
- Ruth Burri (1935–2019)
- Hedwig Frei (1905–1958), 1947–1951 Zentralpräsidentin[4]
- Marguerite Frey-Surbek (1886–1981)
- Margrit Gsell-Heer (1887–1967)
- Jeanne Lombard (1865–1945)
- Gertrud Merz (1896–1987)
- Aimée Rapin (1868–1956)
- Nora Gross (1871–1929)
- Martha Riggenbach (1897–1981)
- Dora Fanny Rittmeyer (1892–1966)
- Berthe Lassieur (1882–1919)
- Berthe Schmidt-Allard (1877–1953)
- Susanne Schwob (1888–1967), 1934–1938 Zentralpräsidentin[5]